# Friedrich Beck (écrivain)
Pour les articles homonymes, voir Beck.
Ne doit pas être confondu avec Friedrich Beck (archiviste).
 (février 2023).
Christian Friedrich Beck (né le 20 juin 1806 à Ebersberg et mort le 30 août 1888 à Munich) est un poète et érudit bavarois.

## Biographie
Il est le fils du juge de district Karl Theodor Beck (de) (1767-1830) et étudié la philologie sous Friedrich Thiersch à Neubourg et Munich. À partir de 1836, il enseigne dans une école latine à Munich et est nommé professeur de lycée en 1850. Au cours de cette période, il produit son histoire d'influence romantique Geschichte eines deutschen Steinmetz (1834) et une collection de poèmes (1844). Il écrit des articles pour le Münchener politische Zeitung et le Münchner Zeitung (de) et écrit de nombreux articles scientifiques.
En 1860, il est mis à la retraite en raison d'une maladie des yeux. Il est resté actif en tant qu'écrivain et écrit maintenant plusieurs manuels pour les jeunes. Il est membre de la société informelle de Munich (de). Après une longue maladie, il décède le 30 août 1888.
La tombe de Friedrich Beck se trouve dans l'ancien cimetière du Sud de Munich (Graeberfeld 9 - Rangée 2 - Platz 33)

## Publications
(liste partielle)
- Mac Aulay (1824)
- Alfred der Große (1826)
- Gedichte. C. Wolf, München 1829.
- Geschichte eines deutschen Steinmetzen. Literarisch-artistische Anstalt (Cotta), München 1834. (Digitalisat)
- Andeutungen zur tieferen Begründung der Geschichte der religiösen Kunst. Wolf, München 1834. (Digitalisat)
- Gedichte Literarisch-artistische Anstalt, München 1844. (Digitalisat)
- Telephos. Eine Tragödie. C. Wolf, München 1858. (Digitalisat)
- Ueber die Zeus-Idee in ihrer centralen Stellung zum hellenistischen Götterkreise. (Schulprogramm) München 1852. (Digitalisat)
- Theophanie. F. A. Perthes, Gotha 1855. (2. Auflage 1877) (Digitalisat)
- Die Weihe des Tages. (Festspiel) Geiger, München 1856. (Digitalisat)
- Zeitklänge. Gedichte aus den Jahren 1845 - 1860. Rohsold, München 1860. (Digitalisat)
- Still-Leben. Lyrische Dichtungen in neuer Auswahl. Rohsold, München 1861. (Digitalisat)
- Ranken. München 1862.
- Loher und Maller (1863)
- Übersetzung von Louis Claude de Saint-Martin's Dichtungen. München 1863.
- Dem Andenken meiner Elisabeth. (Sonette). Wolf, München 1865. (Digitalisat)
- Theorie der Prosa und Poesie. Carl Merhoff, München 1867. (Digitalisat)
- Materialien und Dispositionen zu Übungs-Aufsätzen nebst einzelnen Musterbeispielen. Fleischmann, München 1868. (Digitalisat)
- Spruch- und Räthselbüchlein, Huttler, Augsburg 1883.
- Lehrbuch des deutschen Prosastiles Fleischmann, München 1864 (2. Auflage) (Digitalisat).